# 국가와 자유의 유럽
국가와 자유의 유럽(영어: Europe of Nations and Freedom)은 유럽회의주의 성향의 유럽 의회 내 교섭단체이다.

## 회원 정당
- 독일 - 독일을 위한 대안
- 벨기에 - 플람스의 이익
- 이탈리아 - 북부동맹
- 프랑스 - 국민연합
- 폴란드 - 신우익당
- 오스트리아 - 오스트리아 자유당
- 네덜란드 - 자유당

## 같이 보기
- 자유와 직접민주주의 유럽